# Dodge Attitude
Dodge Attitude — субкомпактний автомобіль виробництва американської компанії Dodge. Є ліцензійним клоном Hyundai Accent, Mitsubishi Mirage і GAC Empow.

## Перше покоління
Перше покоління автомобілів Dodge Attitude вироблялося з 2006 по 2010 рік. Базовою моделлю для Dodge Attitude стала Hyundai Accent третього покоління. Автомобіль продавався в Мексиці.

## Друге покоління
Модель була представлена в 2011 році. У порівнянні з попередницею, вона подовжилася на 60 мм (до 4340 мм), стала ширше на 5 мм (1700) і нижче на 10 мм (1460). Відстань між осями збільшилася на 70 мм (2570 мм). Спереду-стійки McPherson, ззаду-напівнезалежна балка. Базовою моделлю стала Hyundai Accent четвертого покоління. Виробництво завершилося в 2014 році.

## Третє покоління
Автомобілі Dodge Attitude третього покоління виробляються з січня 2015 року. Базовою моделлю стала Mitsubishi Mirage.

## Четверте покоління
У липні 2024 року з’явилася інформація про четверте покоління Dodge Attitude для мексиканського ринку. Четверте покоління Dodge Attitude буде компактним седаном на базі Trumpchi Empow. Після другого покоління Dodge Journey на мексиканському ринку, Dodge Attitude четвертого покоління є другим автомобілем GAC Group, який буде позначений як Dodge для мексиканського ринку.

## Галерея

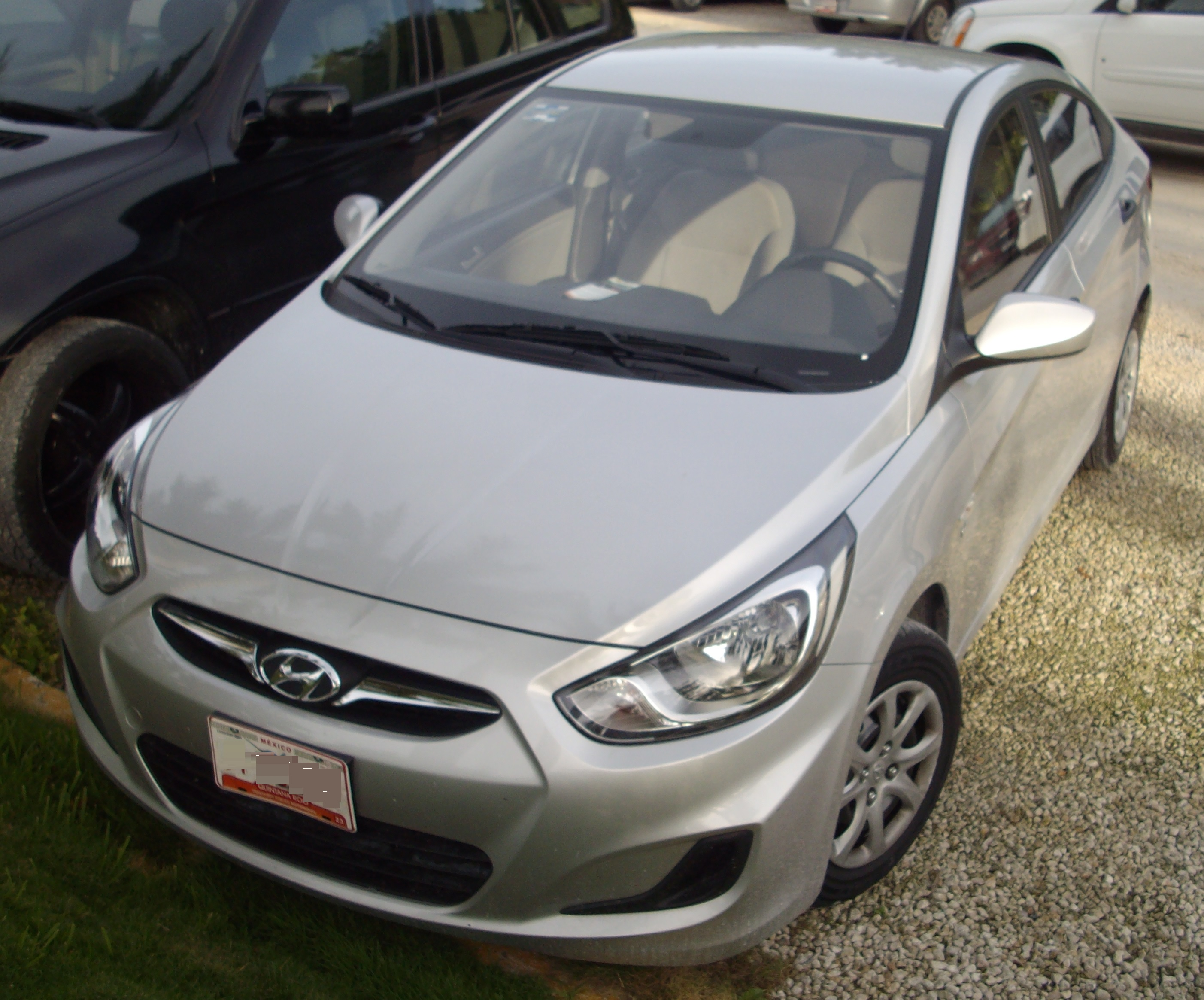
Dodge Attitude
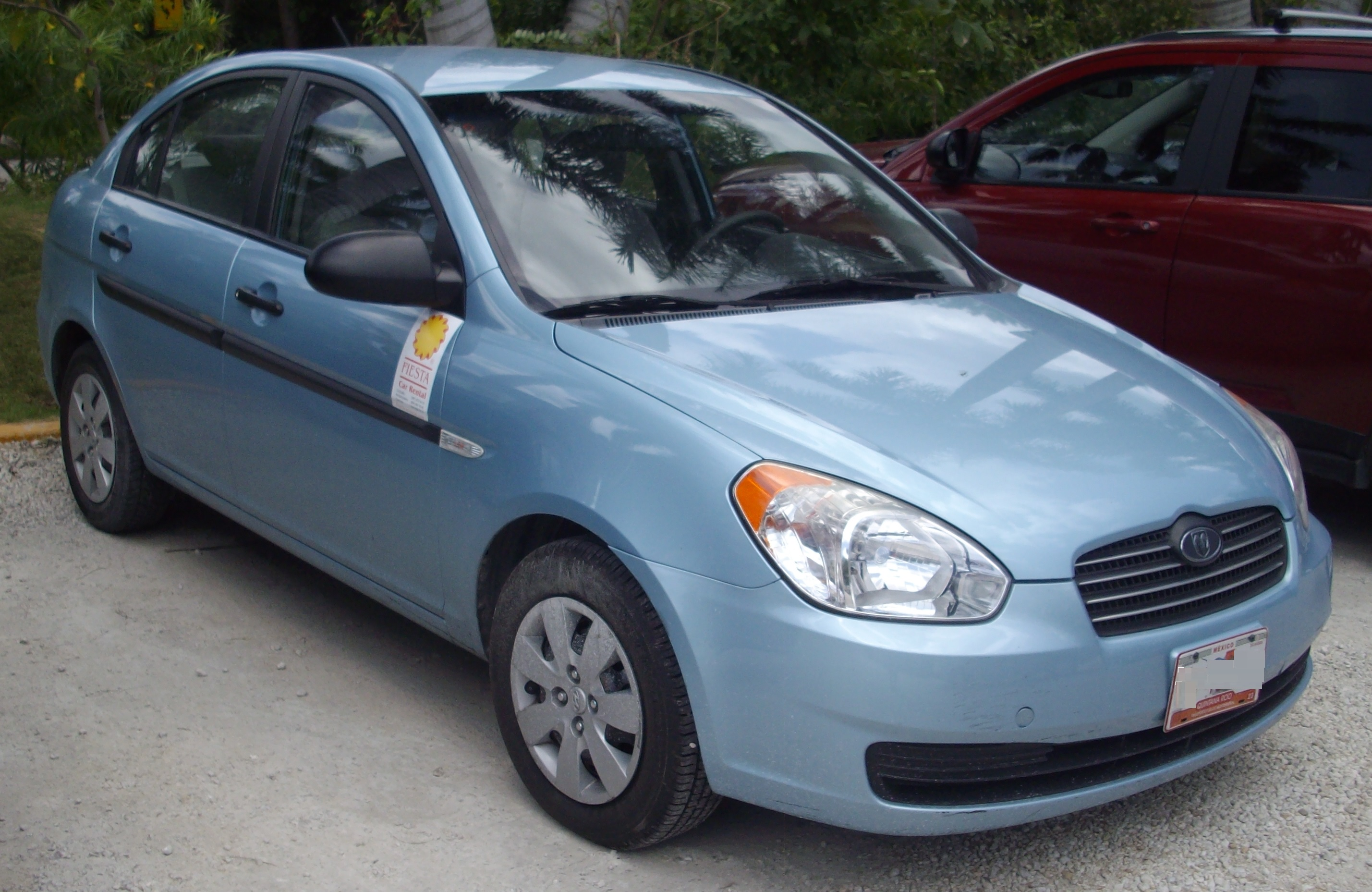
Dodge Attitude
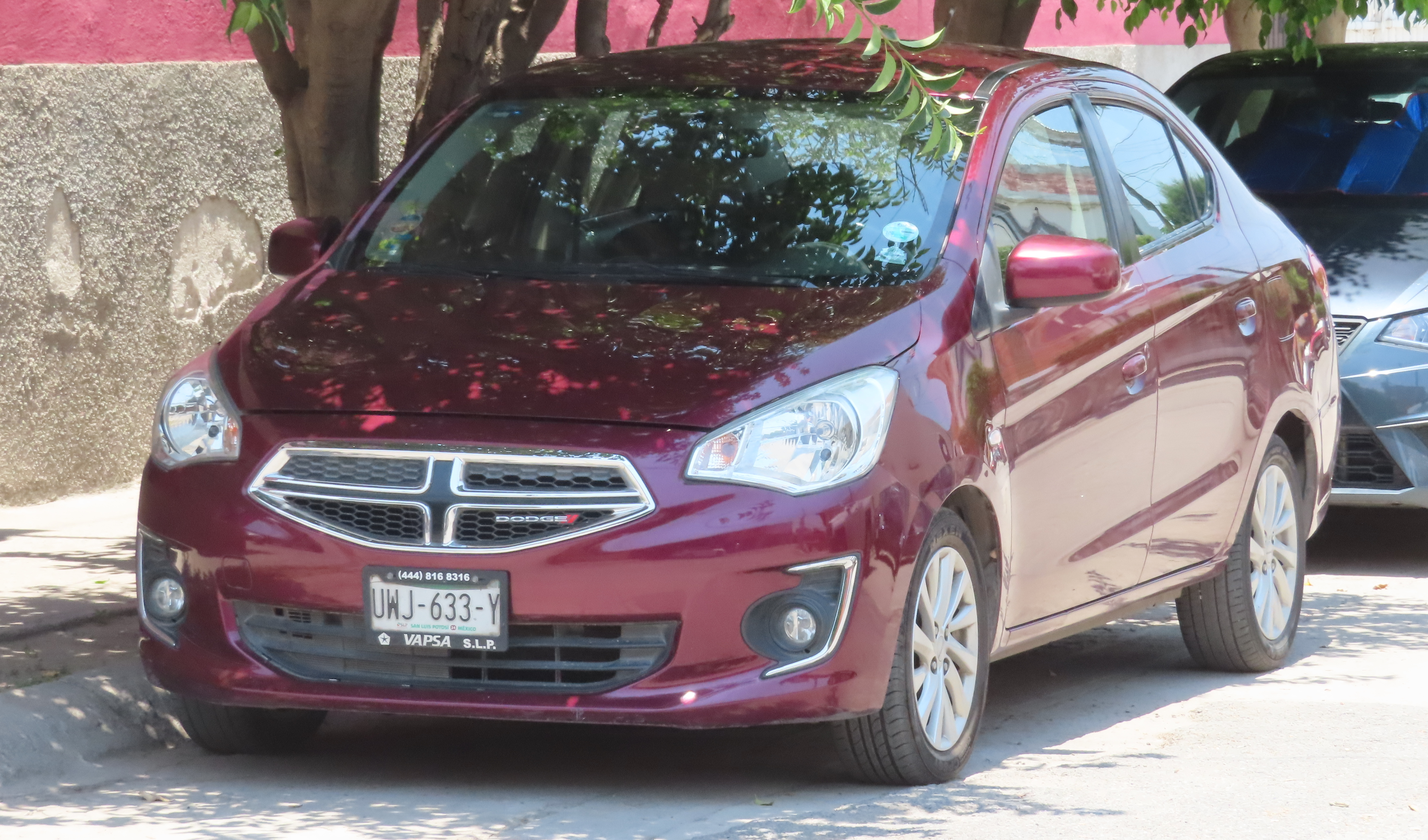
Dodge Attitude